# Gymnoclasiopa psilopina
Gymnoclasiopa psilopina är en tvåvingeart som först beskrevs av Frey 1933.  Gymnoclasiopa psilopina ingår i släktet Gymnoclasiopa, och familjen vattenflugor. Arten har ej påträffats i Sverige.